# Филькина грамота
Фи́лькина гра́мота — устойчивый оборот русского языка, означающий безграмотно составленный невежественным автором или не имеющий юридической силы документ. 
Первоначально так царь Иван Грозный презрительно назвал разоблачительные и увещевательные письма митрополита Московского и всея Руси Филиппа II (вскоре убит Малютой Скуратовым, впоследствии прославлен для всероссийского почитания). Затем филькиными грамотами именовались документы, не имеющие юридической силы. Постепенно укоренилось ещё более широкое значение данного выражения, ставшего крылатым.

## Появление выражения
22 марта 1568 года царь Иван Грозный со своими опричниками прибыл в Москву. Первым делом государь поехал в Успенский собор на богослужение. По окончании службы царь подошёл к митрополиту Филиппу II за благословением, но тот не удостоил царя вниманием.
28 июля царь с толпой опричников приехал в Новодевичий монастырь, где в это время отмечался храмовый праздник с крестным ходом. На богослужении предстоял митрополит Филипп. Увидев на одном из опричников царя тафью, небольшую чёрную шапочку, ношение которой Русская православная церковь осудила ещё на Стоглавом соборе, митрополит сделал ему замечание. Публичное замечание царь Иван Грозный воспринял это как личный вызов и немедленно удалился. После этого случая царь уехал в Александровскую слободу, а митрополит Филипп вынужден был покинуть митрополичий двор, перейдя жить в монастырь.
Позднее на Соловки отправилась комиссия князя Тёмкина за сбором материалов о «порочной жизни» митрополита Филиппа. Однако улики, выдвинутые комиссией, оказались неправдоподобными, а один из участников комиссии — епископ Пафнутий — отказался подписать следственное заключение.
Митрополит Филипп стал посылать Ивану Грозному письма, в которых призывал царя одуматься и распустить опричнину. Иван Грозный презрительно называл Филиппа Филькой, а его письма — «Филькиными грамотами», пустыми, ничего не значащими бумажками. 23 декабря 1569 года Малюта Скуратов задушил 62-летнего непреклонного старца. 
Церковь почитает Филиппа как святого и мученика. Уже в 1636 году Московский патриарх Иоасаф I включает в минею текст службы святителю Филиппу. В 1652 году по инициативе Новгородского митрополита Никона (впоследствии патриарха) мощи святителя были торжественно принесены в Москву. Их встречали крестным ходом, участниками которого были царь Алексей Михайлович и церковные иерархи. На месте встречи впоследствии был воздвигнут храм святого Филиппа в Мещанской слободе. Прославлен как святитель Филипп Московский.
Тем не менее в русском языке постепенно слово Филька стало синонимом простака и недоумка, а выражение «Филькина грамота» вошло в современный русский язык и используется для обозначения неграмотного послания, отписки, канцелярской писанины, не имеющей юридической силы.
По другой версии, известного учёного Н. М. Шанского, этот фразеологизм возник по аналогии с выражениями духовная грамота, жалованная грамота. Филька — это просто «глупый, недалёкий человек, дурак» (сравните с простофилей). То есть ранее у данного выражения было несколько иное значение — «глупо составленный, плохо написанный документ».

## Источник
- Иван Пазий. Филькина грамота, или Как Иван Грозный расправился с митрополитом Филиппом? // Ежедневный познавательный журнал «ШколаЖизни.ру»